# Bombardement de Sukabumi
 (août 2022).
Le bombardement de Sukabumi est un bombardement aérien de la ville de Sukabumi, dans le Java occidental, dans les Indes orientales néerlandaises (actuelle Indonésie) pendant la campagne des Indes orientales néerlandaises de la Seconde Guerre mondiale. Le matin du vendredi 6 mars 1942, une formation de sept avions impériaux japonais a bombardé et mitraillé sans discernement des bâtiments gouvernementaux, des infrastructures et des zones résidentielles, entraînant la mort d'environ 70 personnes et la destruction de toute la ville.

## Attaque
Bien qu'une attaque de ce type ait été attendue dès le début de l'invasion japonaise, les habitants de Sukabumi ont été pris par surprise. Sur le Dr. de Vogelweg (actuel Jalan Bhayangkara), l'académie de police et l'école locale Muhammadiyah ont été attaquées, tuant 26 enfants. En outre, les bureaux du bureau forestier (néerlandais : Boschwezen), le bâtiment NIROM (en), les bureaux du kabupaten de Sukabumi et un certain nombre de résidences sur la Wilhelminaweg (actuel Jalan RE Martadinata) ont été touchés. Le forestier de Boschwezen faisait partie des blessés.
En raison d'un mauvais fonctionnement de la force de défense aérienne, les avions ennemis n'ont pas été découverts à temps, bien qu'ils aient été remarqués par un "observateur" de l'académie de police. Là, une sonnette d'alarme a retenti, mais la sirène anti-aérienne n'a pas été activée, car un ordre à cet effet n'a pas été donné pour des raisons inconnues. Après l'attaque, l'académie a été définitivement fermée et son personnel européen et indo-européen transféré à la police de la ville de Sukabumi. Pendant les premières semaines de l'occupation, les policiers indonésiens non indigènes sont ignorés par les japonais mais ils seront internés le 22 avril 1942.
Des bombes larguées près de la gare de Sukabumi (id) ont coupé la ligne de chemin de fer vers Bandung et les cheminots indigènes qui opéraient les signaux et les aiguillages avaient fui.
Des quartiers résidentiels ont également été ciblés et de nombreuses personnes ont été blessées. Un officier de la police municipale, qui se trouvait chez lui car il avait travaillé de nuit, a été mortellement touché par un éclat de bombe. Ailleurs, une école desa a été touchée par une bombe, tuant 43 personnes. Les étudiants survivants ont aidé les autorités à transporter les blessés.

## Causes de l'attaque
D'après les destructions effectuées sur des cibles stratégiques, il semblait clair que les japonais avaient l'intention d'entraver les troupes de la 1re division de l'armée royale néerlandaise des Indes orientales (néerlandais : Koninklijk Nederlandsch-Indisch Leger ; KNIL) lors de leur retraite sur le plateau de Bandung (en). À la suite de la coupure de la ligne de chemin de fer, les troupes du KNIL se sont retrouvées bloquées à la gare de Sukabumi, où elles ont passé la nuit avant de continuer à pied et dans des véhicules confisqués. Les autres raisons du bombardement ne sont pas claires, le bombardement d'écoles et d'autres cibles civiles crée de l'incertitude.
Trois jours après le bombardement de Sukabumi, les Indes néerlandaises ont capitulé et une semaine après le bombardement, la ville a été occupée par les troupes japonaises.